# ライト マイ ライフ
『ライト マイ ライフ』は、nothingmanの1枚目のミニアルバム（自主制作を含めると2枚目）。2009年12月2日にONE BY ONE RECORDSから発売。

## 概要
初のインディーズレーベルからのリリース作品。
「beautiful world」は、nothingmanとしては初めてのプロモーションビデオが制作されたが、スタジオなどでの撮影は行っておらず、ライブ映像をそのまま使用した。
特に「beautiful world」や「天気予報」、「サンキュー」などはファンから人気があり、ライブでよく演奏される。

## 収録曲
（全曲作詞: 宮下浩 / 作曲: nothingman）
1. 共に鳴らす
2. beautiful world
3. 星待ち
4. 天気予報
5. サンキュー
6. アウトマイルーム
7. そしてこれからのこと
  - 制作上の都合で、この曲のみ歌詞カードに歌詞が掲載されていない。
8. ぼくはあなた